# Lucy Morton
Lucy Morton (n. 23 februarie 1898, Knutsford, Anglia, Regatul Unit al Marii Britanii și Irlandei – d. 26 august 1980, Blackpool, Anglia, Regatul Unit) a fost o înotătoare ce a reprezentat Regatul Unit al Marii Britanii și al Irlandei de Nord, medaliată olimpică. A participat la o ediție a Jocurilor Olimpice (1924) în care a câștigat o medalie de aur.

## Participări
Lista de mai jos prezintă principalele competiții la care a participat Lucy Morton de-a lungul carierei.
- swimming at the 1924 Summer Olympics – women's 200 metre breaststroke[*][1]